# Heinrich Otto Meisner
Pour les articles homonymes, voir Meisner.
Heinrich Otto Meisner (né le 1er avril 1890 à Berlin - mort le 26 novembre 1976 à Potsdam) est un historien et un archiviste allemand.

## Biographie
Meisner est le fils du Prof. Dr. Heinrich Meisner (de), directeur et chef de département à la bibliothèque royale prussienne à Berlin. Après des études au Kaiserin-Augusta-Gymnasium, Meisner commence des études d'histoire, de germanistique et de droit administratif à l'université de Berlin où il obtient son grade de docteur en 1913. En août de la même année, il obtient un poste d'archiviste aux archives d'État de Stettin, poste qu'il quitte dès avril 1914 pour travailler aux Archives secrètes de Prusse et y passer son examen d'archiviste. Il reste alors à Berlin où il est nommé archiviste d'État en 1921. À partir de 1922, il exerce comme professeur d'archivistique et d'histoire constitutionnelle, administrative et institutionnelle à l'institut pour la science des archives à Berlin-Dahlem. Nommé commissaire en 1923, il dirige deux ans plus tard la Brandenburgisch-Preußisches Hausarchiv à Berlin-Charlottenburg. Il reste à ce poste jusqu'en 1928 puis retourne aux archives d'État qui l'envoie étudier les archives soviétiques à Moscou et Saint-Pétersbourg. À son retour en 1935, il est nommé conseiller supérieur aux archives impériales de Potsdam dont il sera témoin de la destruction.
À la fin de la guerre, il exerce toujours à Potsdam et devient conseiller judiciaire du Landtag du Brandebourg en 1948. Nommé professeur à l'institut des archives à Potsdam en 1950, il finit par être nommé professeur à l'université Humboldt. Ses activités le mènent à devenir membre de l'Académie des sciences de Berlin en 1961. 
Karlheinz Blaschke est l'un de ses élèves.
Ses archives personnelles sont conservées aujourd'hui à l'Académie des sciences de Berlin-Brandebourg.

## Œuvres
- (de)Archivar und Historiker. Studien zur Archiv- und Geschichtswissenschaft. Zum 65. Geburtstag von Heinrich Otto Meisner, hg. v. d. Staatl. Archivverwaltung im Staatssekretariat für Innere Angelegenheiten (= Schriftenreihe der Staatlichen Archivverwaltung, Bd. 7), Berlin 1956